# Charles Hallaran
Pas d'image ? Cliquez ici

b Matchs officiels uniquement.
Charles Francis George Thomas Hallaran, né le 10 juin 1897 au Ceylan britannique (aujourd'hui Sri Lanka) et mort le 21 mars 1941 à Worcester, est un ancien joueur de rugby à XV qui a évolué avec l'équipe d'Irlande au poste de deuxième ligne.

## Carrière
Il dispute son premier test match le 12 février 1921 contre l'équipe d'Angleterre. Son dernier test match a lieu contre l'équipe d'Angleterre le 13 février 1926. Charles Hallaran remporte le Tournoi des cinq nations de 1926.

## Palmarès
- Vainqueur du tournoi des cinq nations en 1926

## Statistiques en équipe nationale
- 15 sélections en équipe nationale
- Sélections par années : 3 en 1921, 3 en 1922, 2 en 1923, 4 en 1924, 1 en 1925, 2 en 1926
- Tournois des Cinq Nations disputés: 1921, 1922, 1923, 1924, 1925, 1926